# Falsabilidad

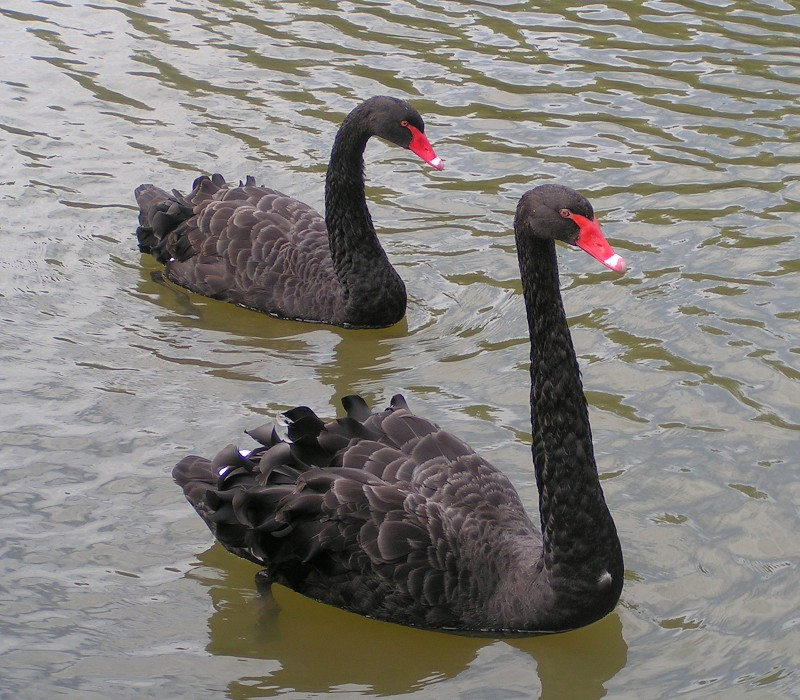
Los habitantes de gran parte de Europa podrían llegar fácilmente a la conclusión de que «todos los cisnes son blancos», porque ese es efectivamente el color de todos y cada uno de los miles de cisnes que han visto. Este es un ejemplo de teoría falsable, porque basta encontrar un cisne de otro color para demostrar que es falsa.

En filosofía de la ciencia, la falsabilidad o refutabilidad es la capacidad de una teoría o hipótesis de ser sometida a potenciales pruebas que la contradigan. Es uno de los dos pilares del método científico, siendo la reproducibilidad el otro.  
Según el falsacionismo, toda proposición científica válida debe ser susceptible de ser falsada o refutada. Una de sus principales implicaciones es que la corroboración experimental de una teoría científicamente «probada» —aun la más fundamental de ellas— se mantiene siempre abierta a escrutinio.
El falsacionismo, en todas y cada una de sus múltiples formas, es una idea interesante, pero insuficiente como para caracterizar qué es lo que es ciencia o para resolver el problema de la demarcación. Sufre de una serie de dificultades lógicas y epistemológicas, que deberían detenernos, si lo que buscamos es obtener una respuesta en cuanto a qué es buena ciencia y qué no.

## Definición básica
En la propuesta original de Karl Popper, la falsabilidad de una teoría se verifica si existe —o se puede imaginar— al menos un evento observable experimental que puede contradecir el resultado esperado de la aplicación de la teoría. Esto se hace de forma deductiva por modus tollens.
En general, una proposición universal es falsable si existe al menos un enunciado lógicamente posible que se deduzca de ella, que pueda demostrarse falso mediante observación empírica. Si ni siquiera es posible imaginar un enunciado empíricamente comprobable que contradiga la proposición original, entonces tal proposición no será falsable.

### Ejemplo
Un ejemplo sencillo ayuda a entender el concepto. Para justificar la generalización «todos los cisnes son blancos», según el verificacionismo tendríamos que buscar a todos los cisnes para comprobar que todos son blancos, algo prácticamente imposible. En cambio, según el falsacionismo, bastaría hacer lo contrario: buscar un cisne de cualquier otro color. Así, solo haría falta buscar un cisne diferente para falsar esa hipótesis, algo mucho más fácil.
Este ejemplo se deriva de la importante forma de argumentación válida modus tollens. Si de una afirmación {\displaystyle P} con condiciones iniciales se deduce lógicamente {\displaystyle Q}, es decir {\displaystyle P\rightarrow Q}, pero lo que se observa es {\displaystyle \neg Q}, entonces {\displaystyle P} es falsa, es decir {\displaystyle \neg P}. En el ejemplo del cisne, dada la afirmación {\displaystyle P} «todos los cisnes son blancos» y la condición inicial «he aquí un cisne», se puede deducir {\displaystyle Q} «este cisne es blanco». Pero si es posible observar o al menos imaginar la observación {\displaystyle \neg Q} «este cisne no es blanco» (por ejemplo, «es negro»), la afirmación «todos los cisnes son blancos» sería falsa, {\displaystyle \neg P}. Esto comprueba que la afirmación inicial es falsable.

## Falsabilidad y método científico
La falsabilidad o refutabilidad es el segundo pilar del método científico, siendo la reproducibilidad el primero. Esta establece que toda proposición científica debe ser susceptible de ser falsada o refutada. 
Establece que se podrían diseñar experimentos sobre subconjuntos específicos de parámetros que arrojen resultados distintos a los predichos originalmente, negando la hipótesis original para estos parámetros. Por lo tanto, las proposiciones científicas nunca pueden considerarse absolutamente verdaderas, sino a lo sumo «no refutadas».

## Falsacionismo
El falsacionismo o racionalismo crítico es una corriente epistemológica fundada por el filósofo austriaco Karl Popper (1902-1994). Para Popper, contrastar una teoría significa intentar refutarla mediante un contraejemplo. Si no es posible refutarla, dicha teoría queda «corroborada», pudiendo ser aceptada provisionalmente, pero no verificada; es decir, ninguna teoría es absolutamente verdadera, sino a lo sumo «no refutada». El falsacionismo es uno de los pilares del método científico.
El filósofo Karl Popper entendió que los filósofos del Círculo de Viena (al cual él mismo estuvo muy vinculado, aunque no como miembro) habían mezclado dos problemas diferentes para los que habían resuelto dar una única solución: el verificacionismo. En contraposición a este punto de vista, Popper remarcó que una teoría podría perfectamente tener significado sin ser científica, y que, como tal, un «criterio de significación» podría no necesariamente coincidir con un «criterio de demarcación». Así pues, ideó su propio sistema, al que se denomina falsacionismo (cabe señalar que Popper no llama a su metodología falsacionismo, sino racionalismo crítico). Éste no solo es interpretable como una alternativa al verificacionismo; supone también un acuerdo acerca de la distinción conceptual que habían ignorado las teorías previas.
Para Popper —y a diferencia del Círculo de Viena— la ciencia no es capaz de verificar si una hipótesis es cierta, pero sí puede demostrar si esta es falsa. Por eso no sirve la inducción, porque por mucho que se experimente nunca se podrá examinar todos los casos posibles, y basta con un solo contraejemplo para echar por tierra una teoría. Así pues, frente a la postura verificacionista preponderante hasta ese momento en filosofía de la ciencia, Popper propone el falsacionismo. Aunque Popper era realista no aceptaba la certeza, es decir, nunca se puede saber cuándo nuestro conocimiento es cierto. Popper comenzó describiendo la ciencia, pero en su evolución filosófica acabó siendo prescriptivo (aunque sin llegar al rigor normativo del Círculo), recomendando a la ciencia el método hipotético deductivo. Es decir, la ciencia no elabora enunciados ciertos a partir de datos, sino que propone hipótesis (que aunque se basen en la experiencia suelen ir más allá de esta y predecir experiencias nuevas) que luego somete al filtro experimental para detectar los errores.
Popper vio la demarcación como un problema central en la filosofía de la ciencia. Propuso el falsacionismo como una forma de determinar si una teoría es científica o no. Simplificando, según Karl Popper se podría decir que si una teoría es falsable, entonces es científica; si no es falsable, entonces no es ciencia.
Para Popper, afirmar que una teoría es científica quiere decir que añade conocimiento racional acerca del mundo empírico, por lo tanto, no puede ser:
- Tautológica (no añade nada)
- Contradictoria (va contra la lógica racional)
- Metafísica (afirma algo que no puede ser comprobado experimentalmente)

La falsabilidad fue uno de los criterios utilizados por el Juez William Overton para determinar que el creacionismo no era científico y que no debería enseñarse en los colegios de Arkansas.
La falsabilidad es una propiedad de los enunciados y de las teorías, y, en sí misma, es neutral. Como criterio de demarcación, Popper busca tomar esta propiedad como base para afirmar la superioridad de teorías falsables sobre las no falsables, como parte de la ciencia, estableciendo así una posición que podría ser llamada falsacionismo con implicaciones políticas.[cita requerida] Sin embargo, muchas cosas de las que pueden ser consideradas como dotadas de significado y utilidad no son falsables. Con toda certeza, los enunciados no falsables desempeñan una función en las propias teorías científicas. Lo que el criterio Popperiano permite ser llamado científico está abierto a interpretación. Una interpretación estricta concedería muy poco, puesto que no existen teorías científicas de interés que se encuentren completamente libres de anomalías. Del mismo modo, si solo consideramos la falsabilidad de una teoría y no la voluntad de un individuo o de un grupo para obtener o aceptar instancias falsables, entonces permitiríamos casi cualquier teoría.
En cualquier caso, es muy útil conocer si un enunciado de una teoría es falsable, aunque solo sea por el hecho de que nos proporciona un conocimiento acerca de las formas con las que alguien podría evaluar una teoría.
La tesis de Duhem-Quine argumenta que no es posible probar que un enunciado ha sido falsado; en su lugar, la falsación ocurre cuando la comunidad científica se pone de acuerdo en que ha sido falsado (véase consenso científico). Esta es una crítica importante al falsacionismo, pues cualquier enunciado observacional, por inocente que parezca, presupone ciertas concepciones acerca del mundo, y resulta imposible dejar de preguntarse si esas concepciones son científicas o no.